# HD 107146

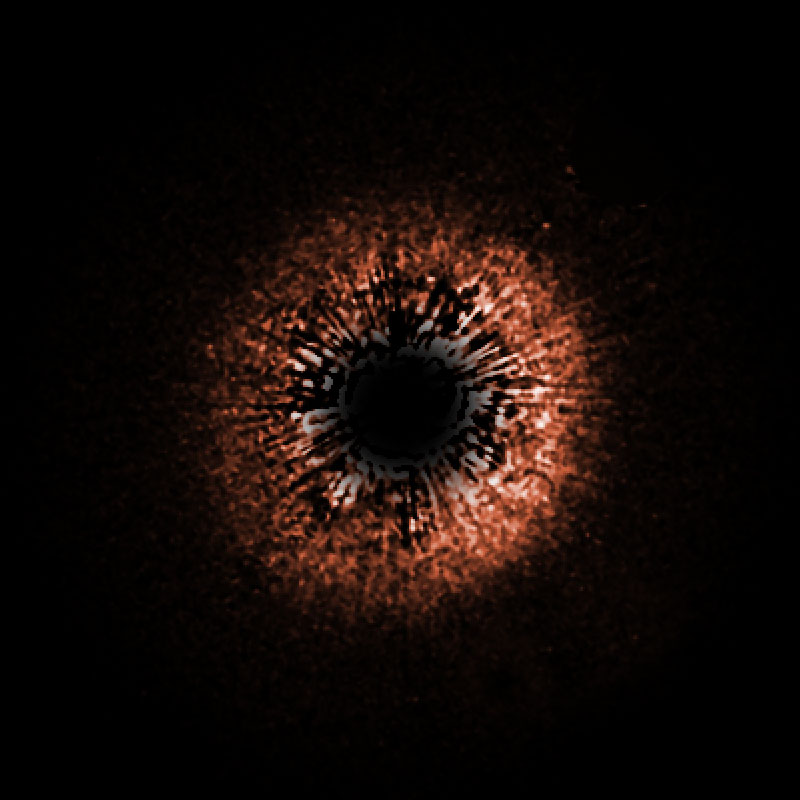

HD 107146 é uma estrela anã amarela de tipo espectral G2V, localizada a 88 anos-luz da Terra. O seu nome provém do número com que aparece no catálogo Henry Draper. Em 2004, um grupo de astrónomos detectou a presença de um disco de acresção constituído por poeira ao seu redor, sendo esta a primeira vez que se encontrou um disco deste tipo ao redor de uma estrela de tipo espectral similar a nosso Sol. A idade de este sistema está compreendida entre 80 e 200 milhões de anos, com um valor mais provável de 90 milhões de anos. A sua descoberta foi levada a cabo utilizando observações dos telescópios espaciais Hubble e Spitzer. Outros discos similares podem ser encontrados em torno da estrela Beta pictoris e de Vega.